# Maruchan
Maruchan (マルちゃん, Maru-chan) é uma marca nipo-americana de macarrão instantâneo, macarrão instantâneo em copo e yakisoba produzido pela Toyo Suisan em Tóquio, Japão. A marca Maruchan é utilizada para produtos de macarrão no Japão e como nome operacional da divisão da Toyo Suisan nos Estados Unidos, Maruchan Inc. Em 1972, a Toyo Suisan entrou no mercado estadunidense com a Maruchan USA e, em 1977, estabeleceu uma fábrica em Irvine, Califórnia. A Maruchan tem outras fábricas em Richmond, Virgínia, e uma no Condado de Bexar, Texas. A Maruchan produz mais de 3,6 bilhões de pacotes de macarrão ramen por ano. Nos Estados Unidos e especialmente no México, o ramen Maruchan é amplamente popular.

## História
Toyo Suisan Kaisha, Ltd. de Tóquio, Japão, fundada em 28 de março de 1953, é uma empresa de alimentos embalados no Japão. O esforço da Toyo Suisan para se tornar uma empresa internacional de alimentos os trouxe para os Estados Unidos, onde, em 1972, fundaram a Maruchan USA. No início, a Maruchan USA era apenas uma empresa de marketing, importando e distribuindo ramen do Japão. Depois de operar por cinco anos como distribuidora de produtos importados, a Maruchan construiu sua própria fábrica em Irvine, Califórnia, em 1977, onde começou a produzir ramen da marca Maruchan. Desde 1977, a Maruchan cresceu de forma constante e se tornou líder do setor na América do Norte, ao lado de outras marcas de macarrão instantâneo, como Top Ramen e Sapporo Ichiban.

## Nome
Maruchan é uma palavra japonesa composta por duas partes, maru e chan. Maru significa redondo, como a forma de uma bola ou o rosto de uma criança feliz. Em japonês, redondo tem uma conotação de simpatia. A palavra chan é um sufixo honorífico, usado carinhosamente com uma criança ou como um termo carinhoso.

## Produtos
- Ramen instantâneo
- Macarrão instantâneo em copo
- Udon
- Sobá
- Yakisoba

Sabores internacionais incluem
- Carne
- Carne Assada
- Carne Teriyaki
- Carne Picante
- Frango (ou Galinha no Brasil)
- Galinha Caipira
- Frango Cremoso
- Frango Chipotle
- Frango Teriyaki
- Frango com Cogumelho
- Frango Assado
- Frango Sriracha
- Frango Picante
- Queijo Cheddar
- Pimenta
- Chili Piquin e Camarão
- Camarão
- Camarão e Limão
- Camarão com Pimentão e Limão

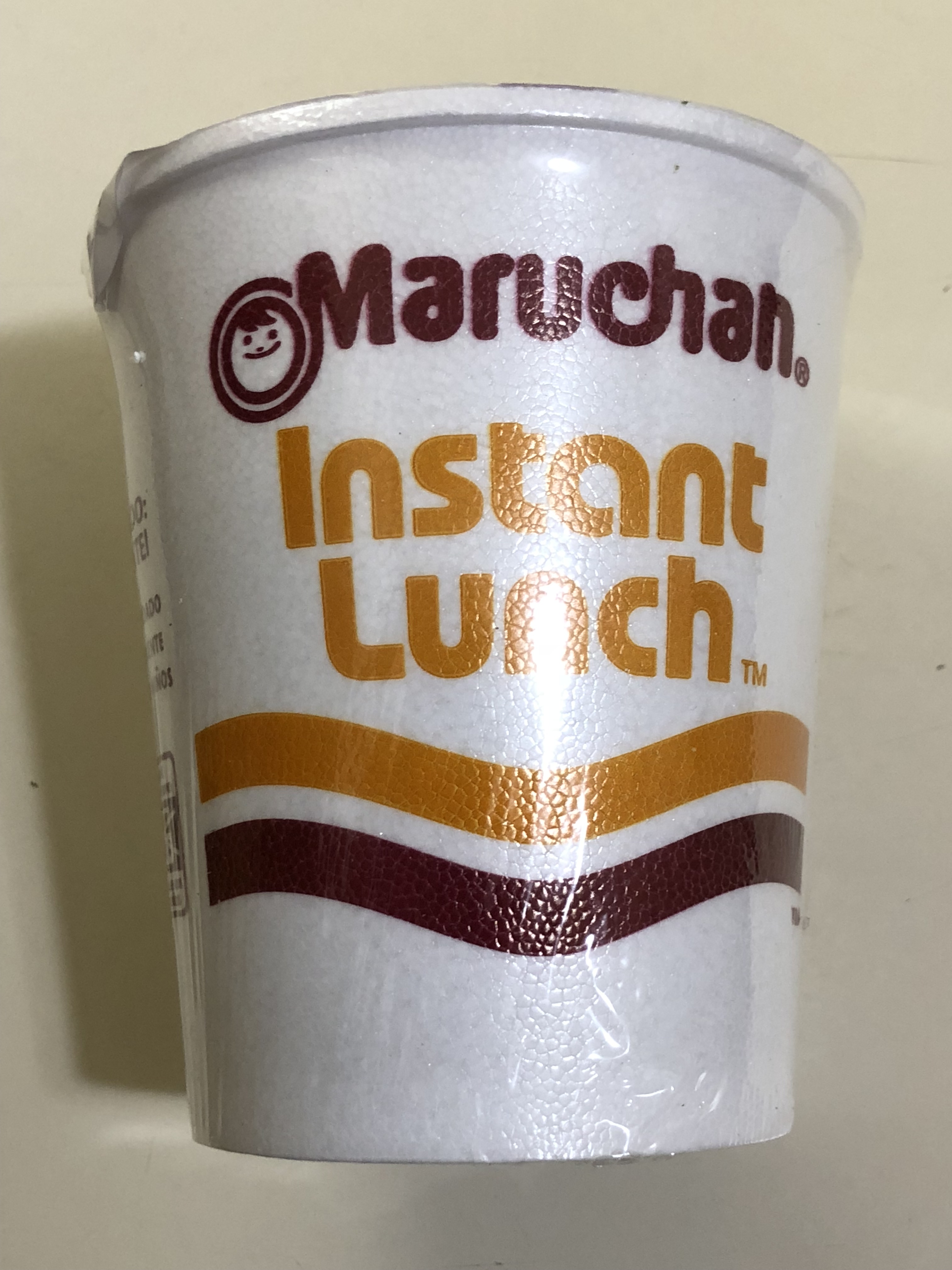
Copo de macarrão instantâneo

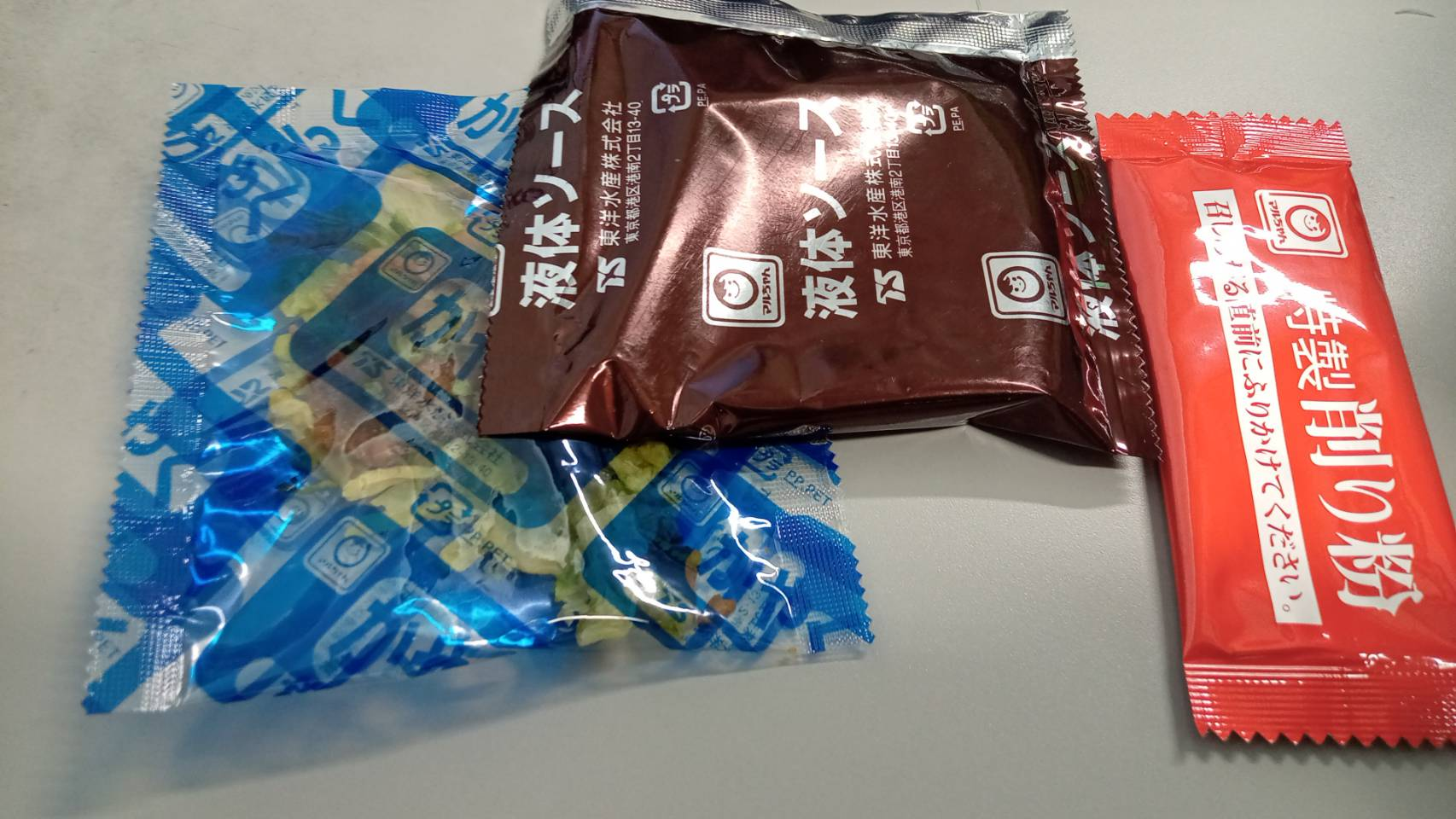
Pacote de yakisoba no Japão

- Carne Quente e Picante (Hot & Spicy Beef)
- Frango Quente e Picante (Hot & Spicy Chicken)
- Kimchi Quente e Picante (Hot & Spicy Shrimp)
- Camarão Quente e Picante
- Frango Wonton Instantâneo
- Carne de Porco
- Molho de Soja (anteriormente comercializado como "Oriental")
- Hearty Pork Tonkotsu
- Missô Picante
- Frango com 35% menos sódio
- Carne Bovina com 35% menos sódio
- Pimenta com 35% menos sódio

Sabores especiais
- Carne do Texas (Texas Beef)
- Frango Cajun
- Camarão Cajun
- Hot-n-Spicy Vegetable

Descontinuado
- Tomate
- Cogumelo
- California Vegetable
- Alfredo Cremoso
- Cheddar Jalapeño
- Tortilha de Frango